# 藤井旭
藤井 旭（ふじい あきら、1941年1月12日 - 2022年12月28日）は、日本のイラストレーター、天体写真家。天文宇宙の魅力を広く伝え、多様な天文ファンを先導する存在として国際的に知られる。50年以上にわたって第一線で活躍を続けた。

## 人物・経歴
山口県山口市に生まれる。父は岸信介と旧制山口中学校の同級生で、山口県庁の職員を経て釣具店を経営していた。子供の頃は流星観測をしていた。山口県立山口高等学校在学中に天文部を創設。山口高校卒業後は多摩美術大学デザイン科に進学し、1963年同校を卒業。少年マガジンなどの雑誌のイラストを描く仕事に就いていた。その後、東京の光害から逃れるために福島県郡山市に移り住み、それまでやっていたイラスト描きの仕事を辞めて、郡山名物である薄皮饅頭の製造会社に入社して饅頭づくりに励んだ。
1969年10月、星仲間である村山定男、小山ひさ子、長井保、高橋實とともに、北海道犬のチロを台長とする白河天体観測所を開設。1975年夏、日本各地で行われている星まつりの草分け的存在となった『星空への招待』を星仲間とともに開催。1978年から1993年まで、小尾信弥、古在由秀、村山定男とともに天文雑誌『星の手帖』（季刊）の編集委員を務めた。1984年に発刊したベストセラー『星になったチロ』は第31回青少年読書感想文全国コンクール（1985年度）の課題図書となった。1995年オーストラリアにチロ天文台南天ステーションを建設。
20代のうちから天体写真家としてその名を知られ、最晩年に至るまで国内外の天文雑誌に数多の寄稿を行い、著書は400冊に及ぶ。その特徴的なイラスト・文体と先駆的かつ精力的な活動によって、星空を見ることの楽しさを広く伝え続けるとともに、多くのハイレベルな天文アマチュアを生み出した。藤井の著作や活動から感化を受けたプロの天文学者も多い。こうした「長期・多岐にわたる多大な功績」により、2019年度日本天文学会天文教育普及賞を「満場一致」で受賞。
2022年12月28日、がんによる多臓器不全のため福島県郡山市の病院で死去、81歳没。死去の直前まで、自身の文章・星図・星座線・写真・イラストで構成された2023年の天文現象解説を精力的に世に送り出していた。

## 著書

### 単著
1970年代

- 『天体写真の写し方』（誠文堂新光社 1970年）
- 『星の一生』（あかね書房 科学のアルバム 1970年）
- 『広角レンズによる星野写真集』（1971年）
- 『星雲星団ガイドブック』（河出書房新社 1971年）
- 『星座アルバム』（誠文堂新光社 1972年）
- 『星空の四季』（誠文堂新光社 1973年）
- 『星空をさがそう』（あかね書房 科学アルバム 1973年）
- 『星座ガイドブック』（誠文堂新光社 1974年）
- 『星雲・星団を見よう』（あかね書房 科学アルバム 1975年）
- 『ふじい旭の新星座絵図』（誠文堂新光社 1976年）
- 『星の旅』（河出書房新社 1976年）
- 『科学のアルバム』（あかね書房 1976年）
- 『藤井旭の天体写真教室』（誠文堂新光社 1976年）
- 『星座図鑑』（河出書房新社 1977年）
- 『藤井旭の天体望遠鏡ABC教室』（誠文堂新光社 1978年）
- 『全天星雲星団ガイドブック』（誠文堂新光社 1978年）
- 『星座の散歩道』（サンポウジャーナル サンポウ・ブックス 1978年）
- 『藤井旭の四季の星座教室』（誠文堂新光社 1979年）
- 『天体写真の撮り方』（朝日ソノラマ 現代カメラ新書 1979年）

1980年代

- 『藤井旭の月面観測教室』（誠文堂新光社 1980年）
- 『天体観測図鑑』（河出書房新社 1981年）
- 『宇宙への招待』（河出書房新社 河出文庫 1981年）
- 『星空の散歩』（河出書房新社 河出文庫 1981年）
- 『太陽のふしぎ』（あかね書房 科学のアルバム 1982年）
- 『彗星』（あかね書房 科学のアルバム 1982年）
- 『惑星をみよう』（あかね書房 科学のアルバム 1982年）
- 『星 ほうき星のひみつ』（あかね書房 1982年）
- 『月を見よう』（あかね書房 科学のアルバム 1982年）
- 『藤井旭の星雲星団教室』（誠文堂新光社 1982年）
- 『藤井旭の宇宙学入門教室』（誠文堂新光社 1983年）
- 『豪華天体写真集』（河出書房新社 1983年）
- 『星になったチロ』（ポプラ社 ポプラ・ノンフィクション 1984年）
- 『天体望遠鏡のつくりかた』（ポプラ社 天文シリーズ 1984年）
- 『たいよう』（小学館 小学館こども文庫 1984年）
- 『だれでもできる天体観測』（ポプラ社 天文ブックス 1984年）
- 『春・夏の星座』（岩崎書店 カラー版自然と科学 1984年）
- 『秋・冬の星座』（岩崎書店 カラー版自然と科学 1984年）
- 『星空日記』（河出書房新社 1984年）
- 『ハレーウォッチング』（日経サイエンス社 1985年）
- 『大彗星ハレー全情報』（角川書店 Kadokawa books 1985年）
- 『天文ガイド版星座早見』（誠文堂新光社 1985年）
- 『せいざの見つけ方1 ふゆのせいざ』（実業之日本社 1986年）
- 『チロ天文台の仲間たち』（実業之日本社 ノンフィクション物語 1986年）
- 『星の旅』（河出書房新社 河出文庫 1986年）
- 『星座の見つけ方』（誠文堂新光社 1986年）
- 『新透視版星座アルバム秋冬編』（誠文堂新光社 1987年）
- 『新透視版星座アルバム春夏編』（誠文堂新光社 1987年）

1990年代

- 『太陽と月の星ものがたり 太陽と月の神話を楽しもう』（誠文堂新光社 1994年）

2000年代

- 『全天星座百科』（河出書房新社 2001年）
- 『星座・天体観察図鑑』（成美堂出版 2002年）
- 『はじめる星座ウォッチング』（ソフトバンク クリエイティブ 2008年）

2010年代

- 『改訂新版 全天星座百科』（河出書房新社 2013年）
- 『白河天体観測所 日本中に星の美しさを伝えた、藤井旭と星仲間たちの天文台』（誠文堂新光社 2015年）

### 共著
- 『天文学への招待』（河出書房新社 1969年）
- 『星座への招待』（河出書房新社 1972年）
- 『すばらしき星空の餐宴』（大和書房 1979年）
- 『すい星のふしぎ』（ポプラ社 天文ブックス 1985年）
- 『やさしい星座の見つけ方』（ポプラ社 天文ブックス 1985年）
- 『わく星たんけん』（ポプラ社 天文ブックス 1986年）

### 企画・構成
- 『四季の星座めぐり』（誠文堂新光社 録音資料 1979年）
- 『天体観測野帖』（誠文堂新光社 切りとる本 1984年）
- 『ハレー彗星観測ガイド』（誠文堂新光社 1985年）
- 『万能星座早見』（誠文堂新光社 1985年）
- 『スターウォッチング』（誠文堂新光社 1986年）
- 『星座ガイド』（誠文堂新光社 1986年）